# سیمون پونتیسو
سیمون پونتیسو (انگلیسی: Simone Pontisso؛ زادهٔ ۲۰ مارس ۱۹۹۷) بازیکن فوتبال اهل ایتالیا است.
از باشگاه‌هایی که در آن بازی کرده‌است می‌توان به باشگاه فوتبال اودینزه اشاره کرد.